# Cylleninae
Cylleninae is een onderfamilie van weekdieren uit de klasse van de Gastropoda (slakken).

## Geslachten
- Cyllene Gray, 1834
- Nassaria Link, 1807
- Tomlinia Peile, 1937
- Trajana Gardner, 1948